# チャタヌーガ・アンド・ルックアウト・マウンテン鉄道
チャタヌーガ・アンド・ルックアウト・マウンテン鉄道（チャタヌーガアンドルックアウトマウンテンてつどう、英: Chattanooga and Lookout Mountain Railway）は、かつてアメリカ合衆国南東部にて運行されていた、歴史的な1,435mm (4ft8.5in)鉄道である。
同社は、1887年（明治20年）に設立特許を取得したのち、1889年（明治22年）に運行を開始しており、テネシー州チャタヌーガからテネシー州ルックアウト・マウンテンの頂上にホテルがあるルックアウト・インまで走行していた。
1899年（明治32年）に放棄されたように、当鉄道は明らかに財政的な成功ではなかった。
当鉄道は、その後チャタヌーガ鉄道およびライト・カンパニーによって買収されており、1913年（大正2年）に電気路面電車運行のために再建された。
サービスがルックアウト・マウンテン・インクライン鉄道が重要な修理のために一時休業した日だけ運行するまで減少したとき、定期的な毎日のサービスは1920年（大正9年）まで当路線で行われていた。
この代替サービスは1924年（大正13年）に終了したが、山頂カー・サービスが中止されたとき、当路線は1928年（昭和3年）8月28日後のある時まで当地に残されていた。
当路線は、保存鉄道として近くで運行している、近代的なルックアウト・マウンテン・インクライン鉄道と混同してはならない。